# Harriet Dart
Harriet Dart (* 28. Juli 1996 in London) ist eine britische Tennisspielerin.

## Karriere
Dart, die mit sieben Jahren das Tennisspielen begonnen hat, bevorzugt laut ITF-Profil Rasenplätze. 2011 debütierte sie auf dem ITF Women’s Circuit, auf dem sie bislang im Einzel vier und im Doppel 16 Turniersiege erringen konnte. Ihre ersten beiden Einzeltitel gewann Dart Ende 2014, im Jahr darauf startete sie in Birmingham dann erstmals bei einem Turnier der WTA Tour, nachdem sie von den Organisatoren eine Wildcard für die Qualifikation erhalten hatte, schied aber zum Auftakt aus. Ihren Einstand im Hauptfeld eines WTA-Turniers gab Dart in der darauffolgenden Woche in Eastbourne, wo sie ebenfalls mit einer Wildcard antreten durfte, aber auch dort scheiterte sie bereits zum Auftakt.
2016 ging Dart in Wimbledon, abermals mit einer Wildcard ausgestattet, erstmals in der Qualifikation zu einem Grand-Slam-Turnier an den Start und km dort bis zur Schlussrunde. Anfang 2018 konnte sie ihren dritten ITF-Einzeltitel und ihren ersten in der $25.000-Kategorie gewinnen und stand im Anschluss daran im Endspiel eines weiteren $25.000-Turniers. Auch während der britischen Rasenplatzsaison gewann sie auf ITF-Ebene solide Ergebnisse, woraufhin sie mit einer weiteren Wildcard für das Premier-Turnier in Eastbourne belohnt wurde und dort in der ersten Runde gegen Kristýna Plíšková ihren ersten Hauptfelderfolg bei einem WTA-Turnier feiern konnte. In Wimbledon durfte sie deshalb erneut mit einer Wildcard versehen erstmals an der Hauptrunde eines Grand-Slam-Turniers teilnehmen, unterlag aber zum Auftakt. Anschließend versuchte sich Dart in den Qualifikationsfeldern kleinerer WTA-Turniere, konnte aber nur selten ins Hauptfeld vorrücken. Das Jahr beendete sie dann auf der ITF Tour mit einem weiteren Titel bei einem Turnier der $25.000-Kategorie.
In die Folgesaison 2019 startete Dart stark mit dem Erreichen der zweiten Runde aus der Qualifikation heraus beim Premier-Turnier in Brisbane sowie der anschließenden Qualifikation für das Hauptfeld der Australian Open. In den Monaten danach tat sie sich schwer, konnte aber dennoch in Wimbledon nach einem Sieg über Christina McHale erstmals die Auftaktrunde eines Grand-Slam-Turniers überstehen und kam nach einem weiteren Erfolg bis in die dritte Runde, in der sie sich Ashleigh Barty geschlagen geben musste. Jedoch konnte Dart im weiteren Verlauf der Saison nicht mehr an die auf Rasen gezeigten Leistungen anknüpfen. Nach einer länger anhaltenden Periode der Stagnation, gelang ihr 2021 in Wimbledon mit dem Einzug ins Finale des Mixed-Wettbewerbs zusammen mit Joe Salisbury der bislang größte Erfolg ihrer Karriere. Im Endspiel unterlagen die beiden Desirae Krawczyk und Neal Skupski. Motiviert von dem Erfolg zeigte sie sich in der zweiten Saisonhälfte in verbesserter Form und erreichte unter anderem die zweite Runde beim WTA Premier-5 Turnier in Montreal sowie auf der ITF Tour das Endspiel bei einem Turnier der $80.000-Kategorie. Außerdem errang sie in Midland bei einem Turnier der WTA Challenger Series an der Seite von Asia Muhammad nach einem Sieg im Finale gegen Peangtarn Plipuech und Aldila Sutjiadi ihren ersten Tourtitel im Doppel.
Anfang 2022 kam Dart beim Premier-Mandatory Turnier in Indian Wells als Qualifikantin bis ins Achtelfinale und rückte daraufhin erstmals unter die besten 100 der Tennisweltrangliste vor.
2019 gab Dart beim 3:0-Erfolg gegen Slowenien ihren Einstand für die britische Fed-Cup-Mannschaft. Sie hat eine ausgeglichene Billie-Jean-King-Cup-Bilanz mit je zwei Siegen im Doppel und zwei Niederlagen im Doppel vorzuweisen.

## Turniersiege

### Einzel
| Nr. | Datum            | Turnier                | Kategorie   | Belag             | Finalgegnerin       | Ergebnis         |
| --- | ---------------- | ---------------------- | ----------- | ----------------- | ------------------- | ---------------- |
| 1.  | 5. Oktober 2014  | Scharm asch-Schaich    | ITF $10.000 | Hartplatz         | Nuria Párrizas Díaz | 6:2, 6:1         |
| 2.  | 6. Dezember 2014 | Dschibuti              | ITF $10.000 | Hartplatz         | Naomi Totka         | 6:3, 6:2         |
| 3.  | 25. Februar 2018 | Altenkirchen           | ITF $25.000 | Teppich (Halle)   | Karolína Muchová    | 7:65, 6:2        |
| 4.  | 27. Oktober 2018 | Oslo                   | ITF $25.000 | Hartplatz (Halle) | Paula Badosa Gibert | 6:2, 1:0 Aufgabe |
| 5.  | 7. Mai 2023      | Vereinigtes Königreich | ITF W25     | Hartplatz         | Taylah Preston      | 6:0, 6:2         |

### Doppel
| Nr. | Datum             | Turnier             | Kategorie      | Belag             | Partnerin                 | Finalgegnerinnen                        | Ergebnis          |
| --- | ----------------- | ------------------- | -------------- | ----------------- | ------------------------- | --------------------------------------- | ----------------- |
| 1.  | 7. Dezember 2013  | Scharm asch-Schaich | ITF $10.000    | Hartplatz         | Katy Dunne                | Csilla Borsányi Aminat Kuschkhowa       | 0:6, 6:4, [10:4]  |
| 2.  | 26. April 2014    | Scharm asch-Schaich | ITF $10.000    | Hartplatz         | Katy Dunne                | Yuka Mori Eden Silva                    | 6:4, 6:4          |
| 3.  | 16. August 2014   | Scharm asch-Schaich | ITF $10.000    | Hartplatz         | Anna Morgina              | Abbie Myers Georgiana Ruhrig            | 6:2, 6:1          |
| 4.  | 4. Oktober 2014   | Scharm asch-Schaich | ITF $10.000    | Hartplatz         | Melis Sezer               | Ioana Ducu Eden Silva                   | 7:5, 6:1          |
| 5.  | 30. Mai 2015      | Balikpapan          | ITF $25.000    | Hartplatz         | Prarthana Thombare        | Nicha Lertpitaksinchai Nudnida Luangnam | 6:4, 4:6, [18:16] |
| 6.  | 14. August 2015   | Chiswick            | ITF $10.000    | Hartplatz         | Katy Dunne                | Emily Arbuthnott Freya Christie         | 6:2, 6:2          |
| 7.  | 9. April 2016     | Antalya             | ITF $10.000    | Hartplatz         | Wiktorija Tomowa          | Ani Amiraghjan Daiana Negreanu          | kampflos          |
| 8.  | 16. April 2016    | Antalya             | ITF $10.000    | Hartplatz         | Emily Arbuthnott          | Anastassija Gassanowa Ana Schanidse     | 6:1, 6:0          |
| 9.  | 21. Mai 2016      | Goyang              | ITF $25.000    | Hartplatz         | Freya Christie            | Anastassija Gassanowa Maddison Inglis   | 6:3, 6:2          |
| 10. | 10. November 2017 | Shrewsbury          | ITF $25.000    | Hartplatz (Halle) | Freya Christie            | Maia Lumsden Katie Swan                 | 3:6, 6:4, [10:6]  |
| 11. | 14. April 2018    | Istanbul            | ITF $60.000    | Hartplatz         | Ayla Aksu                 | Olga Doroschina Anastassija Potapowa    | 6:4, 7:63         |
| 12. | 12. Mai 2018      | Lu’an               | ITF $60.000    | Hartplatz         | Ankita Raina              | Liu Fangzhou Xun Fangying               | 6:3, 6:3          |
| 13. | 26. Oktober 2018  | Oslo                | ITF $25.000    | Hartplatz (Halle) | Cornelia Lister           | Laura-Ioana Andrei Hélène Scholsen      | 7:63, 7:5         |
| 14. | 30. März 2019     | Croissy-Beaubourg   | ITF W60        | Hartplatz (Halle) | Lesley Pattinama Kerkhove | Sarah Beth Grey Eden Silva              | 6:3, 6:2          |
| 15. | 6. November 2021  | Midland             | WTA Challenger | Hartplatz (Halle) | Asia Muhammad             | Peangtarn Plipuech Aldila Sutjiadi      | 6:3, 2:6, [10:7]  |
| 16. | 1. April 2023     | Murska Sobota       | ITF W40        | Hartplatz (Halle) | Andreea Mitu              | Magali Kempen Xenia Knoll               | kampflos          |
| 17. | 22. Oktober 2023  | Shrewsbury          | ITF W100       | Hartplatz (Halle) | Olivia Gadecki            | Elena Malõgina Barbora Palicová         | 6:0, 6:2          |

## Abschneiden bei Grand-Slam-Turnieren

### Einzel
| Turnier         | 2016 | 2017 | 2018 | 2019 | 2020 | 2021 | 2022 | 2023 | 2024 | 2025 | Karriere |
| --------------- | ---- | ---- | ---- | ---- | ---- | ---- | ---- | ---- | ---- | ---- | -------- |
| Australian Open | —    | —    | —    | 1    | 2    | Q1   | 1    | 1    | Q2   | 2    | 2        |
| French Open     | —    | —    | —    | —    | Q2   | Q3   | 1    | Q2   | 1    | Q1   | 1        |
| Wimbledon       | Q3   | Q1   | 1    | 3    |      | 1    | 2    | 1    | 3    | 1    | 3        |
| US Open         | —    | —    | Q1   | 1    | —    | 1    | 2    | Q2   | 2    |      | 2        |

Zeichenerklärung: S = Turniersieg; F, HF, VF, AF = Einzug ins Finale / Halbfinale / Viertelfinale / Achtelfinale; 1, 2, 3 = Ausscheiden in der 1. / 2. / 3. Hauptrunde; Q1, Q2, Q3 = Ausscheiden in der 1. / 2. / 3. Qualifikationsrunde; nicht ausgetragen

### Doppel
| Turnier         | 2017 | 2018 | 2019 | 2020 | 2021 | 2022 | 2023 | 2024 | 2025 | Karriere |
| --------------- | ---- | ---- | ---- | ---- | ---- | ---- | ---- | ---- | ---- | -------- |
| Australian Open | —    | —    | 2    | —    | —    | —    | —    | —    | 2    | 2        |
| French Open     | —    | —    | —    | —    | —    | —    | —    | —    | 1    | 1        |
| Wimbledon       | 1    | 2    | 1    |      | AF   | AF   | 2    | 1    | 1    | AF       |
| US Open         | —    | —    | —    | —    | 1    | 1    | —    | AF   |      | AF       |

### Mixed
| Turnier         | 2017 | 2018 | 2019 | 2020 | 2021 | Karriere |
| --------------- | ---- | ---- | ---- | ---- | ---- | -------- |
| Australian Open | —    | —    | —    | —    | —    | —        |
| French Open     | —    | —    | —    |      | —    | —        |
| Wimbledon       | 2    | HF   | —    |      | F    | F        |
| US Open         | —    | —    | —    |      | —    | —        |

## Weltranglistenpositionen am Saisonende
| Jahr   | 2012 | 2013 | 2014 | 2015 | 2016 | 2017 | 2018 | 2019 | 2020 | 2021 | 2022 | 2023 |
| ------ | ---- | ---- | ---- | ---- | ---- | ---- | ---- | ---- | ---- | ---- | ---- | ---- |
| Einzel | 942  | 1019 | 532  | 385  | 338  | 315  | 153  | 142  | 150  | 120  | 98   | 138  |
| Doppel | -    | 1016 | 470  | 348  | 400  | 302  | 113  | 161  | 177  | 164  | 120  | 156  |